# Jamayne Isaako

a Compétitions nationales et continentales officielles uniquement.

b Matchs officiels uniquement.
Jamayne Isaako, né le 5 juin 1996 à Christchurch (Nouvelle-Zélande), est un joueur néo-zélandais de rugby à XIII évoluant au poste d'ailier ou d'arrière. Il fait ses débuts en National Rugby League avec les Broncos de Brisbane lors de la saison 2017. Il s'impose en 2018 comme titulaire à l'aide des Broncos et y devient rapidement l'un des meilleurs marqueurs de points de la NRL. Ses performances l'amènent à être sélectionné en sélection de la Nouvelle-Zélande dès 2018.

## Palmarès
- Collectif :
  - Finaliste de la Coupe du monde de rugby à neuf : 2019 (Nouvelle-Zélande).

- Individuel : 
  - Élu meilleur ailier de la National Rugby League : 2023 (Dolphins).

## Détails

### Détails en sélection
| Matchs internationaux de Jamayne Isaako sous l'équipe de Nouvelle-Zélande | Matchs internationaux de Jamayne Isaako sous l'équipe de Nouvelle-Zélande | Matchs internationaux de Jamayne Isaako sous l'équipe de Nouvelle-Zélande | Matchs internationaux de Jamayne Isaako sous l'équipe de Nouvelle-Zélande | Matchs internationaux de Jamayne Isaako sous l'équipe de Nouvelle-Zélande | Matchs internationaux de Jamayne Isaako sous l'équipe de Nouvelle-Zélande | Matchs internationaux de Jamayne Isaako sous l'équipe de Nouvelle-Zélande | Matchs internationaux de Jamayne Isaako sous l'équipe de Nouvelle-Zélande | Matchs internationaux de Jamayne Isaako sous l'équipe de Nouvelle-Zélande | Matchs internationaux de Jamayne Isaako sous l'équipe de Nouvelle-Zélande | Matchs internationaux de Jamayne Isaako sous l'équipe de Nouvelle-Zélande | Matchs internationaux de Jamayne Isaako sous l'équipe de Nouvelle-Zélande |
|                                                                           | Date                                                                      | Adversaire                                                                | Résultat                                                                  | Compétition                                                               | Poste                                                                     | Points                                                                    | Essais                                                                    | Trans.                                                                    | Drops                                                                     |                                                                           |                                                                           |
| ------------------------------------------------------------------------- | ------------------------------------------------------------------------- | ------------------------------------------------------------------------- | ------------------------------------------------------------------------- | ------------------------------------------------------------------------- | ------------------------------------------------------------------------- | ------------------------------------------------------------------------- | ------------------------------------------------------------------------- | ------------------------------------------------------------------------- | ------------------------------------------------------------------------- | ------------------------------------------------------------------------- | ------------------------------------------------------------------------- |
| 1.                                                                        | 24 juin 2018                                                              | Angleterre                                                                | 18-36                                                                     | Amical                                                                    | Ailier                                                                    | 6                                                                         | 0                                                                         | 3                                                                         | 0                                                                         |                                                                           |                                                                           |
| 2.                                                                        | 11 novembre 2018                                                          | Angleterre                                                                | 34-0                                                                      | Test-match                                                                | Ailier                                                                    | 0                                                                         | 0                                                                         | -                                                                         | -                                                                         |                                                                           |                                                                           |
| 3.                                                                        | 25 octobre 2019                                                           | Australie                                                                 | 4-26                                                                      | Coupe de l'Océanie                                                        | Ailier                                                                    | 0                                                                         | 0                                                                         | -                                                                         | -                                                                         |                                                                           |                                                                           |
| 4.                                                                        | 2 novembre 2019                                                           | Grande-Bretagne                                                           | 12-8                                                                      | Test-match                                                                | Ailier                                                                    | 8                                                                         | 1                                                                         | 2                                                                         | -                                                                         |                                                                           |                                                                           |
| 5.                                                                        | 9 novembre 2019                                                           | Grande-Bretagne                                                           | 23-8                                                                      | Test-match                                                                | Ailier                                                                    | 11                                                                        | 0                                                                         | 5                                                                         | 1                                                                         |                                                                           |                                                                           |
| Matchs internationaux de Jamayne Isaako sous l'équipe des Samoa           |                                                                           |                                                                           |                                                                           |                                                                           |                                                                           |                                                                           |                                                                           |                                                                           |                                                                           |                                                                           |                                                                           |
| 1.                                                                        | 22 juin 2019                                                              | Papouas.-Nlle-Guinée                                                      | 24-6                                                                      | Coupe de l'Océanie                                                        | Arrière                                                                   | 8                                                                         | 0                                                                         | 2                                                                         | 0                                                                         |                                                                           |                                                                           |

### En club

#### Statistiques
| Saison | Club              | Compétition           | Matchs | Points | Essais | Goals | Drops |
| ------ | ----------------- | --------------------- | ------ | ------ | ------ | ----- | ----- |
| 2017   | Brisbane Broncos  | National Rugby League | 1      | -      | -      | -     | -     |
| 2018   | Brisbane Broncos  | National Rugby League | 25     | 239    | 11     | 97    | 1     |
| 2019   | Brisbane Broncos  | National Rugby League | 22     | 123    | 4      | 53    | 1     |
| 2020   | Brisbane Broncos  | National Rugby League | 10     | 44     | 3      | 16    | -     |
| 2021   | Brisbane Broncos  | National Rugby League | 18     | 124    | 6      | 50    | -     |
| 2022   | Brisbane Broncos  | National Rugby League | 1      | 2      | -      | 1     | -     |
| 2022   | Gold Coast Titans | National Rugby League | 11     | 42     | 3      | 15    | -     |
| 2023   | Dolphins          | National Rugby League | 24     | 244    | 24     | 73    | 2     |